# Ford County (Kansas)
Ford County je okres ve státě Kansas v USA. K roku 2016 zde žilo 33 971 obyvatel. Správním městem okresu je Dodge City s 27 tisíci obyvateli. Celková rozloha okresu činí 2 847 km².